# Phare de Bells Rock
Le phare de Bells Rock (en anglais : Bells Rock Light), était un phare offshore de type screw-pile lighthouse situé dans la York River, dans la baie de Chesapeake, Comté de King and Queen en Virginie. Il a été remplacé en 1928.

## Historique
Au dix-neuvième siècle, un phare a été mis en service à West Point, pour guider la navigation sur la rivière York. Une maison-phare fut construite à cet effet à Baltimore en 1880, mais celle-ci fut attribuée au phare de Thimble Shoal lors de l'incendie de ce dernier. Une deuxième maison a été construite et installée à West Point en 1881. Trois ans plus tard, elle a été frappée par une goélette qui a détruit trois des piliers de soutien. Ceux-ci ont été réparés rapidement et la lumière a passé le reste de ses jours sans incident.
La diminution du trafic commercial sur le fleuve rend la lumière moins importante. En 1928, la maison est supprimée et une tour à claire-voie est érigée sur les anciennes fondations en fer. Ce feu est toujours en activité.

## Description
Le phare actuel  est une tour métallique à claire-voie avec une galerie et balise de 12 m de haut. Il émet, à une hauteur focale de 12 m, un éclat blanc toutes les 4 secondes. Sa portée est de 4.3 milles nautiques (environ 8 km). Il possède aussi un feu à secteurs rouge.
Identifiant : ARLHS : USA-051 ; USCG : 2-13995 ; Admiralty : J1549 .

### Lien connexe
- Liste des phares en Virginie